# Подорожний Сергій Володимирович
Сергі́й Володи́мирович Подоро́жний (6 листопада 1980 — 19 січня 2015) — молодший сержант Збройних сил України, учасник російсько-української війни. Один із «кіборгів».

## Короткий життєпис
Народився 6 листопада 1980 року у місті Тернівка, Дніпропетровська область.
Телефоніст, 93-а окрема механізована бригада. Пройшов «іловайський котел», полон, був поранений, контужений. Після відпустки повернувся до частини, воював в Тоненькому.
Загинув 19 січня 2015 року у період з 00.36 до 00.46 внаслідок артилерійського обстрілу базового табору в районі с. Тоненьке, Донецької області.
Похований у Тернівці.
Залишилась сім'я — дружина Ірина, 11-річна донька Анюта.

## Нагороди та вшанування
- Указом Президента України № 311/2015 від 4 червня 2015 року, «за особисту мужність і високий професіоналізм, виявлені у захисті державного суверенітету та територіальної цілісності України, вірність військовій присязі», нагороджений орденом «За мужність» III ступеня (посмертно)[1].
- У Тернівці відкрито стелу пам'яті загиблих українських вояків, на ній викарбувані такі імена: Тарасов Дмитро Іванович, Подорожний Сергій Володимирович, Жеребцов Володимир Володимирович, Попов Олександр Олександрович[2].
- Вшановується в меморіальному комплексі «Зала пам'яті», в щоденному ранковому церемоніалі 19 січня[3][4].